# Station Zawadzkie
Station Zawadzkie is een spoorwegstation in de Poolse plaats Zawadzkie.